# Culcita macrocarpa
Culcita macrocarpa C.Presl 1836 es una especie de helecho perteneciente a la familia Culcitaceae presente en la región macaronésica y sur de Europa. 

## Descripción
Helecho isospóreo perenne con un rizoma grueso y rastrero característicamente cubierto de páleas piliformes de color rojizo con función protectora. Estos rizomas pueden llegar a medir más de un metro de longitud y bifurcarse. Frondes que pueden superar los 2 metros de longitud con láminas bi a pentapinnadas con pinnas asaetadas de consistencia coriácea. El peciolo suele tener la misma longitud que la lámina.
Posee soros reniformes marginales en el extremo de las nerviaciones protegidos por un indusio formado por dos valvas, una formada por un verdadero indusio y otra formada por una prolongación de la propia lámina. Esporangios piriformes con maduración basípeta y anillo oblicuo, esporas triletas.

## Hábitat
Este helecho vive en zonas de elevada humedad tanto del suelo como de la atmósfera y escasas oscilaciones térmicas. El sustrato ideal para el desarrollo de Culcita macrocarpa es aquel muy rico en humus y situado es sombra continuamente. El hábitat más favorable para su desarrollo son los bosques riparios cercanos a la costa.
Esta especie paleomediterránea es un superviviente de los bosque tropicales propios de la Era Terciaria europea. Hoy como endemismo Ibero-Macaronésico tiene sus poblaciones extremadamente amenazadas, y reducidas a unos pocos puntos relictos en la península ibérica: Cornisa Cantábrica y zona norte de Galicia, sierras de Algeciras y Oporto y tras poblaciones en las islas Azores, Madeira y Tenerife en Macaronesia.

## Nombre común
- Castellano: helecho arbóreo, helecho de colchoneros.
- Portugués: cabelinha.
- Gallego: fento do cabeliño.